# Günther Friedrich Carl II. (Schwarzburg-Sondershausen)

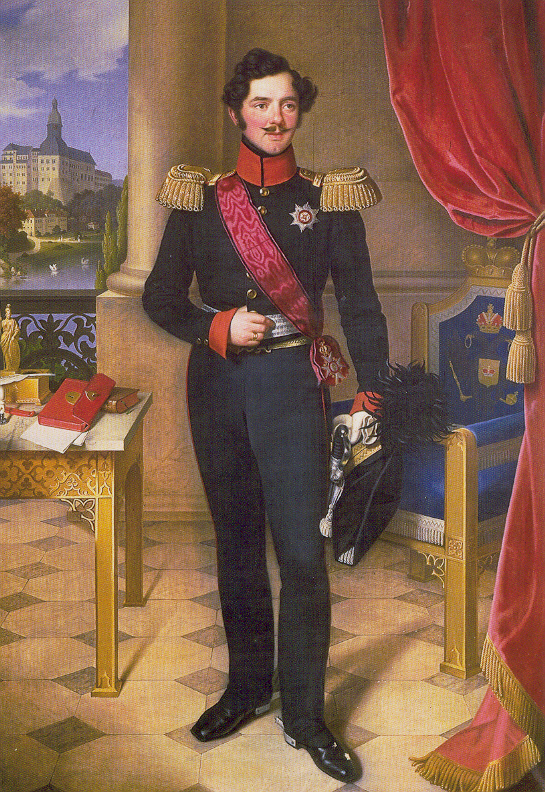
Günther (1837)

Günther Friedrich Carl II. von Schwarzburg-Sondershausen (* 24. September 1801 in Sondershausen; † 15. September 1889 ebenda) war ein deutscher Fürst, der vom 19. August 1835 bis zum 17. Juli 1880 regierender Fürst von Schwarzburg-Sondershausen, Graf von Hohnstein, Herr zu Arnstadt, Sondershausen, Leutenberg und Blankenburg war.

## Leben
Fürst Günther Friedrich Carl II. war Sohn des Fürsten Günther Friedrich Carl I. von Schwarzburg-Sondershausen (1760–1837) und dessen Gemahlin Fürstin Caroline (1774–1854), Tochter des Fürsten Friedrich Karl von Schwarzburg-Rudolstadt.
Seine Mutter prägte seine Erziehung maßgeblich. Sie unternahm mit ihm während seiner Jugend mehrere Reisen ins Ausland und erzog Günther zu einem aufgeklärten und fortschrittlich denkenden Menschen. Er beerbte seinen greisen Vater am 19. August 1835 im Amt des regierenden Fürsten von Schwarzburg-Sondershausen, einem etwa 900 km² umfassenden Kleinstaat aus je einem Gebietsteil in Nord- und in Mittelthüringen. Im Jahr 1837 verstarb sein Vater.
Günther begann einige Jahre nach seinem Amtsantritt, den Staat zu reformieren. Als erstes trat das Fürstentum 1835 dem deutschen Zollverein bei. Des Weiteren gab Günther ihm am 24. September 1841, zu seinem 40. Geburtstag, eine neue Verfassung. Als Folge der neuen Verfassung wurde am 7. September 1843 ein erster Landtag in Sondershausen abgehalten. Dennoch kam es bei der Revolution von 1848 auch in Schwarzburg-Sondershausen zu Aufständen. Diese fanden im Wesentlichen in den beiden großen Städten des Landes (Arnstadt und Sondershausen), aber auch in den kleineren Amtsstädten Gehren und Ebeleben statt, sodass preußische (Unterherrschaft) und sächsisch-thüringische (Oberherrschaft) Truppen das Land besetzten und zur Ruhe führen wollten. Als Folge der Revolution trat am 12. Dezember 1849 eine neue, liberal-freisinnige Verfassung in Kraft, die die Rechte des Fürsten beschnitt. Diese währte jedoch nicht lange, da sie bereits am 8. Juli 1857 revidiert und die alte Ordnung im Wesentlichen wiederhergestellt wurde. Mit zunehmendem Alter wurden auch die Ansichten des Fürsten konservativer. 1866 stimmte Schwarzburg-Sondershausen im Bundestag gegen die von Österreich geforderte Mobilmachung gegen Preußen und trat in der Folge dem Norddeutschen Bund bei. Damit wurde die Militärhoheit an Preußen übertragen, obgleich sie schon zuvor de facto ebenda lag. Bereits 1850 war er Ritter des preußischen Schwarzen Adlerordens geworden. Er war 1868 preußischer Generalmajor à la suite der Armee und seit 1871 Chef des Infanterie-Regiments Nr. 71. Er avancierte im selben Jahr zum Generalleutnant und später, im Jahr 1879 zum General der Infanterie.
Mit der Reichsgründung 1871 war das Fürstentum Schwarzburg-Sondershausen ein Bundesstaat des Deutschen Kaiserreichs geworden; an der Kaiserproklamation im Spiegelsaal zu Versailles am 18. Januar 1871 hatte der Fürst nicht teilgenommen.
In die Amtszeit von Günther Friedrich Carl II. fällt die Industrialisierung Schwarzburg-Sondershausens. Eine erste Eisenbahnstrecke verband 1867 Arnstadt mit Erfurt und 1869 erreichte sie auch die Hauptstadt Sondershausen, die fortan an Erfurt im Süden und Nordhausen im Norden angeschlossen war. Mit der Eisenbahn und der Industrialisierung setzte in Schwarzburg-Sondershausen ein allgemeiner Aufschwung ein. Das Land entwickelte sich langsam von einem ärmeren Agrarstaat zu einer zumindest teilweise industrialisierten Gesellschaft, wenngleich es immer noch zu den rückständigeren Staaten Thüringens zählte. Dies gilt vor allem für den nördlichen Landesteil, die sogenannte „Unterherrschaft“. Sie gehört heute zum Kyffhäuserkreis, dem nach wie vor wirtschaftlich schwächsten Kreis Thüringens. Allerdings waren diese Entwicklungen mehr von außen als vom Fürsten selbst beeinflusst.
In seiner Regierungszeit kam es zu regen Bautätigkeiten. Er ließ sein Residenzschloss in Sondershausen im damaligen Modegeschmack des Klassizismus umgestalten, dazu holte er Carl Scheppig, einen bedeutenden Schinkelschüler aus Berlin an den Sondershäuser Hof. Durch finanzielle Engpässe und die Scheidung des Fürstenpaares konnten die Pläne nur teilweise umgesetzt werden.
Am 17. Juli 1880 übergab Günther die Amtsgeschäfte aufgrund seines hohen Alters und eines Augenleidens an seinen Sohn Karl Günther.
Günther Friedrich Carl verstarb schließlich am 15. September 1889 und seine Gebeine wurden nachträglich im Jahr 1891 in die neu erbaute fürstliche Grabkapelle der Trinitatiskirche in Sondershausen überführt.

## Nachkommen
Günther Friedrich Carl II. war zweimal verheiratet. Seine erste Gattin Caroline Irene Marie (1809–1833), Tochter des Prinzen Carl Günther von Schwarzburg-Rudolstadt, heiratete er am 12. März 1827, jedoch verstarb sie 1833 sehr früh. Mit ihr hatte er vier Kinder:
- Günther Friedrich Carl Alexander (1828–1833)
- Elisabeth Caroline Luise (1829–1893)
- Karl Günther (1830–1909), Fürst von Schwarzburg-Sondershausen

⚭ 1869 Prinzessin Marie von Sachsen-Altenburg (1845–1930), Tochter des Prinzen Eduard von Sachsen-Altenburg
- Leopold (1832–1906)

In zweiter Ehe war Günther mit Mathilde (1814–1888), Tochter Augusts von Hohenlohe-Öhringen, seit 29. Mai 1835 verheiratet, ließ sich jedoch am 5. Mai 1852 von ihr scheiden. Mit ihr hatte er zwei Kinder:
- Marie (1837–1921)
- Hugo (1839–1871)